# Gaslighting

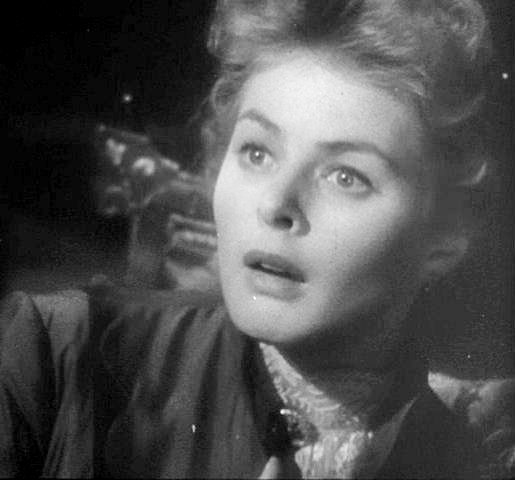
Ingrid Bergman in de film Gaslight

Gaslighting is een vorm van psychologische manipulatie waarbij de pleger er, al dan niet bewust, op uit is het slachtoffer (tegenstander) mentaal te ontredderen. Dit probeert de pleger te bewerkstelligen door bij het slachtoffer twijfel te zaaien aan het eigen gezonde verstand. De gaslighter zal de werkelijkheid glashard ontkennen, of precies het tegendeel beweren van eerder door hem/haar gedane uitspraken. Deze vorm van manipulatie kan zeer schadelijk zijn voor de mentale gezondheid van de andere partij, wanneer deze vorm van manipulatie veelvuldig wordt toegepast.
De term is afkomstig van de titel van het toneelstuk Gaslight (geschreven door de Britse toneelschrijver Patrick Hamilton, 1938) dat meermaals verfilmd is, onder andere in 1944 (Gaslight). De term wordt ook gebruikt in wetenschappelijke, psychologische literatuur en in de politieke journalistiek.

## Voorbeelden
- De echtgenoot in Gaslight draait zo nu en dan aan het gaslicht (Engels: gaslight). De vrouw merkt op dat de lamp minder licht geeft, maar de man ontkent in alle toonaarden en suggereert herhaaldelijk dat ze de laatste tijd wat bijziend overkomt. De vrouw gaat twijfelen totdat ze uiteindelijk gelooft dat niet het licht zwakker wordt, maar haar eigen ogen of gezond verstand.[3]
- Een partner die vreemdgaat en betrapt wordt en als verdediging de aandacht vestigt op het wantrouwen van de ander.[2]
- Het toepassen van projectie door het eigen negatieve gedrag of houding toe te kennen aan de ander, waardoor die aan zichzelf gaat twijfelen.

## Risico's bij hulpverlening
Gaslighting kan onbedoeld door omgeving, omstanders, dienstverleners en hulpverleners versterkt worden. Wanneer een persoon die aan de eigen waarheid is gaan twijfelen om inzicht vraagt van derden, die het fenomeen niet (her)kennen, kan dit de gaslighter juist versterken. Een voorbeeld is wanneer iemand aan een hulpverlener vraagt wat nu waarheid is en die persoon, vanuit rol of functie waarin onpartijdigheid nodig is, de waarheid in het midden laat. Zo kan de nadruk gelegd worden op een kwestie van 'twee kanten' en dus 'twee waarheden'. Met als groot risico dat de persoon die wordt gegaslight toch weer vooral de waarheid van de gaslighter gaat geloven ten koste van eigen eerdere ervaringen en eigen terechte emoties.
Concrete voorbeelden van wat kan gebeuren:
- Iemand krijgt van hulpverleners te horen dat de gaslighter uit emotie reageerde en de vraag of de hulpvrager zich  bewust is van het eigen aandeel in het veroorzaken van die emotie bij de ander.
- Iemand vraagt in het bijzijn van de hulpverleners aan de gaslighter bevestiging van wat eerder is besproken, maar die ontkent. De hulpverlener heeft geen bewijs en laat de waarheid in het midden. Er wordt de hulpvrager niet geadviseerd om voortaan alles zwart op wit te krijgen of op te nemen.
- Iemand krijgt van hulpverleners en/of omstanders te horen dat feiten en waarheid ondergeschikt zijn aan de relatie. Zij hebben geen oog voor de dynamiek en leggen de nadruk op de onzekerheid en verwarring van het slachtoffer. Zij adviseren therapie.
- Hulpverlening heeft vooral oog voor de jeugd van het slachtoffer voor huidige problemen en legt de nadruk op de labiliteit van het slachtoffer. Er wordt niet doorgevraagd naar de relatie met de gaslighter. Het slachtoffer gaat hierdoor nog meer het probleem bij zichzelf zoeken.

Wanneer iemand dusdanig weinig bevestiging krijgt van de eigen waarheid, is er een kans dat diegene zichzelf gaat gaslighten door alles weg te rationaliseren. Dit heeft als extra risico dat diegene het gedrag dusdanig goedpraat, dat die het gedrag zelfs kan gaan kopiëren richting anderen in de overtuiging dat het normaal en sterk gedrag is. Een vorm hiervan is giftige positiviteit, waarin men eigen negatieve emoties wegdrukt en dit ook van anderen verwacht.